# Krsto Matijin Balović
Krsto Matijin Balović (r. 1677.-?), lokalni dužnosnik iz Perasta, općinski zastupnik i istaknuti pomorski ratnik.

## Životopis
Rođen u hrvatskoj patricijskoj obitelji iz Perasta Balovićima.  Sin Matije, brat Julija, Tripa, Ivana, Marka i Martina. Krsto je bio kapetan Perasta u četiri mandata. Više je puta bio zastupnik općine. Za mletačko-turskog rata 1714. – 1718. godine istaknuo se kao pomorac u obrani Krfa.
Otac je je Matije Balovića koji je stekao plemićki naslov konta i kavalira i Joza, gradskog kapetana i mletačkog diplomata. Djed je hrvatskog povijesnog pisca Vicka Matijina i peraškog suca i notara Stjepana.